# 吴征 (画家)
吴（1878年—1949年），一作吴征，字待秋，号袌鋗居士、疏林仲子、春晖外史、鹭鸶湾人，晚署老鋗，浙江崇德（现今桐乡）人。清末民初画家。吴滔次子。

## 生平
清朝晚期，担任京兆知事。1904年，丁辅之、吴隐等人在孤山创立西泠印社，他参与其事。1946年，担任上海美术会监事。1947年，与颜文梁、张大千等人参与筹建上海市美术馆。善于绘画山水、花卉，为沪上“江南四吴”（吴待秋、吴湖帆、吴子深、吴观岱）和江南“三吴一冯”（吴待秋、吴湖帆、吴子深、冯超然）之一。专攻王原祁娄东一派。